# Associação Amigos do Marreco Futsal
A Associação Amigos do Marreco Esporte Clube, referida pelo seu nome fantasia Marreco Futsal, é um clube brasileiro de futebol de salão do município de Francisco Beltrão, no sudoeste do Paraná. Fundado em 15 de novembro de 2007 com o intuito de promover o esporte, tornou-se uma das forças tradicionais do Estado.
O clube recebeu seu nome em homenagem ao marreco, um dos principais símbolos beltronenses, presente inclusive no brasão oficial do município. Em 2008, estreou em competições oficiais ao disputar a segunda divisão do Campeonato Paranaense, sagrando-se campeão já em sua primeira temporada. Após anos de consolidação, o Verde-Preto ingressou na Liga Nacional de Futsal e se tornou a primeira equipe do sudoeste paranaense a disputar o torneio, na edição de 2016.
Sua galeria de troféus possui, além da Chave Prata do Campeonato Paranaense de 2008, a Liga Paraná de 2019, a Taça Paraná (também conhecida como "Taça Jorge Kudri") de 2011 e dois títulos da Divisão A dos Jogos Abertos do Paraná, em 2011 e 2015 — mesmo ano da conquista da edição inaugural da Taça Sudoeste. Entre as temporadas de Liga Nacional, alcançou sua melhor campanha em 2017, quando chegou às semifinais da competição.
Paralelamente ao futsal, o Marreco também está presente em esportes olímpicos e cumpre seu objetivo de fundação ao integrá-los a projetos sociais. Atualmente, é uma das franquias que integram a Liga Nacional de Futsal, o principal campeonato da modalidade no Brasil.

## História

### 2007–2009: Primeiros passos
O Marreco Futsal surgiu em 15 de novembro de 2007, na Cidade Norte de Francisco Beltrão, fundado na Lanchonete Daran por um grupo de entusiastas. Entre eles, ex-diretores de outro clube de futsal do município, o extinto Beltrão Futsal. À época, o Beltrão disputava a primeira divisão estadual e era o favorito da torcida local, mas uma cisão na diretoria, provocada por um conflito acerca da permanência de um dos atletas da equipe — Robson Camarão, que viria a ser ídolo do Marreco —, originou o Verde-Preto. Como a prioridade do Ginásio Arrudão era o clube da elite, a casa do Marreco em suas primeiras partidas foi o Ginásio Sarará.
Poucos meses após sua fundação, já em 2008, a equipe confirmou sua participação na Chave Prata, a segunda divisão estadual, que viria a ser o primeiro torneio oficial disputado pelo clube. Com os compromissos agendados, o recém fundado Verde-Preto realizou amistosos para preparar o elenco formado. A primeira partida da história do clube foi um amistoso contra o Seara, de Santa Catarina, no dia 26 de março de 2008, com goleada beltronense por 4 a 1. O gol que "inaugurou" o Marreco foi marcado pelo ala Pretinho, autor de gols históricos pelas equipes que defendeu. Considerando os jogos oficiais, o primeiro foi na estreia da Chave Prata daquele ano, em vitória por 3 a 1 contra o São Miguel, no Ginásio Sarará totalmente lotado, em 12 de abril de 2008.
A primeira temporada do Marreco apresentou indícios do patamar que o clube alcançaria no futuro. Com a goleada por 5 a 1 contra o Ivaiporã, em casa, a equipe conquistou o título da primeira fase da Chave Prata. Na segunda fase, em um grupo com Clevelândia, Paraná, Teixeira Soares e Telêmaco Borba, se classificou às quartas de final com a melhor campanha. Diante do Quedas, venceu fora de casa por 3 a 1 e ficou com a vaga após nova goleada por 5 a 1, no Sarará. O bom momento continuou e, embora tenha saído derrotado pelo São Miguel por 3 a 2, de virada, na ida das semifinais, o Marreco se impôs e conquistou tanto a vaga na final da Chave Prata, quanto o acesso à Chave Ouro da temporada seguinte: placar de 6 a 5 em uma vitória disputada e tensa. O título viria na final diante do Paraná, outra equipe estreante. Em Curitiba, triunfo beltronense por 3 a 1 na primeira partida. Na segunda, porém, a derrota por 3 a 2 no Sarará, em outra virada, forçou o terceiro jogo no mesmo local. Com show de Camarão, que anotou quatro gols, o Marreco se redimiu perante sua torcida e, enfim, ergueu o troféu após aplicar uma goleada de 7 a 3.
No seu primeiro ano, somando os amistosos e a Chave Prata, o Marreco disputou 31 partidas e alcançou números expressivos: com 163 gols marcados e 70 sofridos, sendo Osnei (34 gols) e Camarão (25 gols) os maiores artilheiros, a equipe se tornou campeã logo em sua primeira temporada e, por direito, estava promovida para a Chave Ouro. No entanto, após negociação fracassada com o Beltrão Futsal para uma possível fusão, a diretoria verde-preta optou por abrir mão da vaga e, à primeira vista, a existência do clube parecia chegar ao fim. Poucas semanas depois, as atividades do Marreco foram "salvas" graças a uma proposta do município de Renascença, que garantiu benefícios e infraestrutura para a disputa da Chave Prata de 2009 em nome da cidade.
Exercendo seu mando no Ginásio de Esportes Prefeito Mário Nardi, o Marreco não teve problemas para se adaptar e apresentou um bom desempenho para garantir a classificação na primeira fase, embora sem a dominância do ano anterior. Na Chave Ouro, o Beltrão, embora também classificado, perdia as expectativas de uma boa temporada ao enfrentar um desmanche — desmanche que levou, inclusive, o vice-artilheiro Maycon para o Marreco. Dessa forma, enquanto o Beltrão, "mergulhado" em crise, era eliminado, o Verde-Preto se garantia no mata-mata da Chave Prata com a vice-colocação de seu grupo. Após perder a primeira partida da série de quartas de final para o Clevelândia, a equipe se recuperou: 4 a 2 para igualar o confronto e, jogando pelo empate, um placar dramático de 3 a 3, com direito a chute do adversário na trave no último segundo de jogo. Pela segunda vez, após passar pelo Guaraniaçu nas semifinais, o Marreco conquistou a promoção para a Chave Ouro. Com duas goleadas sofridas na final — 5 a 2 em pleno Sarará e 7 a 4 fora de casa —, o segundo troféu foi tirado das mãos beltronenses pelo Palotina.

### 2010–2015: Elite estadual
A temporada de 2010 parecia promissora para Francisco Beltrão, que se tornaria o único dos 399 municípios paranaenses a ter dois clubes na primeira divisão estadual, devido à permanência do Beltrão e à promoção do Marreco. No final de janeiro, no entanto, o presidente do Beltrão comunicou que a equipe procuraria outra cidade para viabilizar suas operações — uma medida principalmente motivada pela retirada, no ano anterior, do apoio financeiro que a administração municipal havia aprovado. Com isso, o Marreco e sua torcida deixaram o Sarará e passaram a frequentar definitivamente o Arrudão. Sendo o único representante de Francisco Beltrão na elite do futsal paranaense, o clube da Cidade Norte passou a ser adotado por toda a população beltronense.

## Ginásio
O Marreco iniciou sua trajetória no Ginásio Sarará, localizado no Pinheirinho, bairro da Cidade Norte de Francisco Beltrão. O espaço foi batizado em homenagem a Adilson "Sarará" Mendes, um ícone do esporte local conhecido por projetos sociais e de base. Nos anos de 2008 e 2009, foi a casa verde-preta na Chave Prata do Campeonato Paranaense. Em janeiro de 2009, porém, um vendaval danificou gravemente o local — algo que contribuiu para a transferência temporária do clube ao município de Renascença —, que só voltou a ser utilizado em meio à temporada, após um acordo entre as prefeituras.
Em 2010, o Marreco assumiu o Ginásio Arrudão como sua sede definitiva para a disputa do Campeonato Paranaense após o Beltrão Futsal, até então o principal clube da cidade, anunciar que se mudaria de Francisco Beltrão. Com a saída, o Verde-Preto herdou a posição de representante beltronense no futsal e, por consequência, a estrutura do Arrudão, que possui maior capacidade de público e oferece condições técnicas superiores para receber competições de alto nível. O ginásio marcou a consolidação do Marreco na elite estadual, entre 2010 e 2015, e a trajetória na Liga Nacional de Futsal, iniciada em 2016.
O Ginásio Arrudão, inaugurado em 24 de julho de 1982, é uma obra emblemática de Francisco Beltrão, idealizada pelo então prefeito João Batista de Arruda e projetada pelo engenheiro Xavier Robert Dompsin. Com 4.271 metros quadrados de área construída, foi projetado para ser um dos maiores ginásios do interior do Paraná, com capacidade para 4.500 pessoas — atualmente, reduzida para 2.900 por questões de segurança. Em 2016, com um investimento de 230 mil reais, passou por uma grande revitalização a fim de adequar-se aos padrões da Liga Nacional. Posteriormente, novas intervenções modernizaram o local: o piso foi substituído por um modelo de polipropileno azul fosco, ideal para transmissões, além da instalação de iluminação por LED e novas cadeiras azuis e amarelas para a arquibancada, nas cores tradicionais do município.

## Rivalidades

### Clássicos estaduais
O grande rival do Marreco é o Pato Futsal, em um clássico que reflete a rivalidade histórica entre os municípios de Francisco Beltrão e Pato Branco, remontando a conflitos políticos e econômicos da década de 50: a antiga Vila das Marrecas, que ao ser emancipada se tornaria Francisco Beltrão, herdou a administração da CANGO, anteriormente sediada em Pato Branco. Com isso, surgiu a "rivalidade das penas" que, no âmbito esportivo, se transformaria no Clássico das Penas. Ambos possuem momentos marcantes: o Marreco venceu o primeiro clássico por 4 a 2 na Chave Ouro de 2012, aplicou a maior goleada (6 a 2, em 2018) e eliminou o rival nas semifinais da Supercopa do Brasil de 2019; o Pato derrotou o Verde-Preto na final do Campeonato Paranaense de 2017 e, com duas vitórias, superou os beltronenses nas oitavas da Liga Nacional de 2018.
Além do Pato, o Marreco desenvolveu clássicos com outras equipes do sudoeste paranaense, como o Dois Vizinhos. No entanto, após se estabelecer entre as principais forças do Paraná, a região ficou "pequena" e os confrontos de alto nível passaram a envolver Cascavel, Umuarama, Campo Mourão e os demais clubes paranaenses de maior investimento. Esporte Futuro, Foz Cataratas — que derrotou o Verde-Preto na final do Campeonato Paranaense de 2018 — e a tradicional Copagril, que se licenciou dos torneios profissionais, também são adversários que se tornaram clássicos pela competitividade.
Considerando que o Marreco foi fundado por iniciativa de ex-dirigentes do Beltrão Futsal, é possível dizer que ambos possuíam certa rivalidade. Porém, quando os dois disputariam a mesma divisão pela primeira vez, em 2010, o Beltrão se transferiu para competir em parceria com o Foz Futsal e, na prática, encerrou suas atividades antes que o primeiro clássico pudesse acontecer. Apenas 15 anos depois a cidade de Francisco Beltrão teria seu primeiro "derby": no Sarará, em duelo válido pela Chave Ouro, o Marreco goleou a estreante ABF Beltrão, do bairro Presidente Kennedy, pelo placar de 7 a 2.

### Clássicos nacionais
Desde a entrada na Liga Nacional, em 2016, o Marreco construiu rivalidades esportivas com adversários importantes. Um "carrasco" histórico foi a extinta Assoeva, que eliminou o Verde-Preto nas semifinais da Liga Nacional de 2017 — até hoje, a melhor campanha beltronense na competição. Em 2019, a cidade de Francisco Beltrão sediou a Supercopa do Brasil, torneio que seleciona o clube brasileiro que disputará a edição seguinte da Libertadores. Jogando em casa, o Marreco chegou à decisão após eliminar o rival Pato e sonhou com o título, mas sofreu a virada do Corinthians nos cinco minutos finais. Para a torcida verde-preta, cada vitória contra um dos grandes clubes do país representa um passo a mais do Marreco em direção ao primeiro troféu de nível nacional.

## Títulos
| ESTADUAIS | ESTADUAIS                                     | ESTADUAIS | ESTADUAIS  |
|           | Competição                                    | Títulos   | Temporadas |
| --------- | --------------------------------------------- | --------- | ---------- |
| Paraná    | Liga Paraná de Futsal                         | 1         | 2019       |
| Paraná    | Taça Paraná de Futsal                         | 1         | 2011       |
| Paraná    | Campeonato Paranaense de Futsal (Chave Prata) | 1         | 2008       |

### Outras conquistas
- Jogos Abertos do Paraná: 2011 e 2015
- Taça Sudoeste de Futsal: 2015
- Campeonato Paranaense de Futsal - Sub-20: 2023

### Campanhas de destaque
- Liga Nacional de Futsal: semifinalista em 2017
- Supercopa do Brasil de Futsal: vice-campeão em 2019
- Copa Sul de Futsal: vice-campeão em 2012
- Campeonato Paranaense de Futsal: vice-campeão em 2017 e 2018
- Liga Paraná de Futsal: vice-campeão em 2021

## Elenco atual
Atualizado pela última vez em 5 de junho de 2025.